# Moses Browne
Moses Browne (* 1704 in Clerkenwell, London, England; † September 1787 in Blackheath, London) war ein englischer Dichter, Schriftsteller, Übersetzer und Kleriker innerhalb der Church of England.

## Leben
Moses Browne wurden 1704 in Clerkenwell geboren. Der gelernte Schreibfederzuschneider entdeckte die Dichtkunst für sich und absolvierte eine überraschende Karriere in der Englischen Kirche. Über die Jahre hinweg steuerte er etliche Aufsätze, Essays und Gedichte zum Gentleman’s Magazine bei, das 1731 von Edward Cave begründet worden war. In dieser Zeitspanne stand Browne mit einer ganzen Reihe von führenden literarischen Köpfen jener Epoche des 18. Jahrhunderts schriftlich in Verbindung, allen voran Samuel Johnson, aber auch Thomas Birch, Edward Cave und John Ellis. Mitte der 1730er Jahre vergab man mehrmals an ihn den Preis für das beste Gedicht zur Lobpreisung Gottes von Seiten des Gentleman’s Magazine. Dabei verstand es Browne geschickt die Gedichte zum Ruhme seine adeligen Förderer einzusetzen, wie man anhand seiner Themenwahl und seinen Widmungen sehen kann. Außerdem pries er mehrmals in seinen Gedichten die kontemplative Kunst des Angelns, der er gewissermaßen religiöse Attribute verlieh. Des Weiteren interessierte er sich für deutsche Reformation und übersetzte neben Werken und Abhandlungen Martin Luthers auch jene anderer deutscher Theologen.
Im Privatleben heiratete Mose Browne Ann Wibourne 1738 in Clerkenwell. Das Paar hatte neun, nach anderen Angaben sogar dreizehn Kinder.
Browne war stellvertretender Vikar von  Olney, Buckinghamshire seit 1753. 1764 übernahm er den Posten des Kaplans am Morden College in Blackheath, London. Einer der Gründe für diese zusätzliche Pfründe mochte die Tatsache sein, dass sein bisheriges Gehalt nicht für eine derart große Familie ausreichte. Dementsprechend blieb er Vikar von Olney zur selben Zeit, als die des Vikars von Sutton, Lincolnshire, bis zu seinem Tode 1787 im Alter von 83 Jahren bekleidete.
Seine religiösen Gedichte und Essays wurde selbst 20 Jahre nach seinem Tode noch neu aufgelegt.

## Werke
Gedichte, Farcen und Essays
- The throne of justice a Pindaric ode; humbly dedicated to the Right Honorable the Lord Viscount Molesworth. 1721.
- The Richmond beauties. A poem. Inscrib’d to their Royal Highnesses the young princesses. 1722.
- Polidus: or, distress’d love. A tragedy. With a farce call’d, All bedevil’d: or, the house in a hurry. 1723.
- Verses to the Right Honourable the Earl of Scarborough : Upon the death of the late glorious King, and his present Majesty’s most happy accession. 1727.
- Angling sports: in nine piscatory eclogues. A new attempt to introduce a more pleasing variety and mixture of subjects and characters into pastoral. 1729.
- Poems on various subjects many never printed before. 1739.
- Verses on the late earthquakes : address’d to Great Britain. 1750.
- The Compleat Angler = or, Contemplative man’s recreation. 1750.
- Sunday thoughts. : Containing the publick family, and solitary duties. In which, particularly, the article of Gospel-preaching is freely and largely considered. 1750.
- The Works and Rest of the Creation. (darin Brownes Übersetzung von Martin Luthers „Es ist nicht schwer ein Christ zu seyn“, 1752).
- Nativity and humiliation of Jesus Christ practically consider’d. A sermon preached on Christmas day in the Parish Church of Olney. 1754.
- Percy-Lodge, a seat of the Duke and Duchess of Somerset, a poem; written by command of their late Graces, (in the year 1749.) 1755.
- The Christian’s glorious Coronation-day : A sermon preached at the visitation of the Revd. John Taylor, .... At St. Giles’s, Stony-Stratford, on Monday, October 4. 1761. 1761.
- The Causes that Obstruct the Progress of Reformation: with the means that warrant its hopes, and success. 1765.
- The Excellency of the Knowledge of Jesus Christ. 1772.
- zusammen mit William Deane und Thomas Dilworth: The schoolmasters assistant. : Being a compendium of arithmetic, both practical and theoretical. In five parts. ... The whole being delivered in the most familiar way of question and answer ... To which is prefixt, an essay on the education of youth ; humbly offered to the consideration of parents. 1773.

Übersetzungen
- Martin Luther/Johann Liborius Zimmermann: Excellency of the knowledge of Jesus Christ. London 1772.